# Quintillus
Quintillus (Marcus Aurelius Claudius Quintillus) est le frère cadet de l’empereur romain Claude le Gothique et lui succède brièvement d'août à octobre 270.
D. Kienast  et  M. Peachin placent le début de son règne en septembre 270, alors que le numismate Jean-Pierre Callu pense qu'il a été associé deux mois à l'imperium par son frère et n'a régné que quelques jours tout seul. Orose ne lui donne qu'un règne de 17 jours.

## Biographie

### Ses débuts
Il est originaire de la province de Mésie et militaire comme son frère, qui lui confie la défense de l'Italie du nord. À la mort de Claude, ses soldats le proclament empereur à Aquilée, et le Sénat romain confirme son titre. Jérôme de Stridon mentionne lui aussi l’accord du Sénat, de même que Orose et Jordanès, ce qui confirme une élévation à l’imperium qui se serait produite en Italie. La Vita Aureliani de l’Histoire Auguste, moins fiable sur ce point laisse penser, sans reprendre cette version à son compte, que Quintillus se serait emparé du pouvoir impérial de sa propre initiative à la mort de Claude.
Il est présenté comme modéré et conciliant par les historiens antiques, qui ne lui attribuent néanmoins pas d’entreprises militaires ou politiques, alors que l’Empire romain a besoin d’hommes énergiques. Il semble pourtant que le frère de Claude avait les qualités nécessaires pour gouverner si l’on en croit Eutrope, Livre IX, 12 : « C’était un homme d’une modération et d’une bienveillance exceptionnelles, digne d’être placé au même niveau que son frère ou même au-dessus. », et l’Histoire Auguste : « Tandis qu’il (Claude) s’élevait vers les dieux et les astres, son frère Quintillus, un homme irréprochable et, à dire vrai, un frère digne de son frère, assuma l’Empire qui lui fut conféré d’un avis unanime, non pas à titre héréditaire mais eu égard à sa valeur : il serait devenu empereur même s’il n’avait pas été le frère du Prince Claude. » Bien sûr, on peut y voir une volonté de glorifier la lignée prétendue de Constantin et ses successeurs, le rédacteur de l’Histoire Auguste se lançant d’ailleurs dans le paragraphe suivant dans une explication détaillée sur la généalogie de Flavius Constantin par rapport à Claude, Quintillus et Crispus, le troisième frère.

### Ses monnaies
Les numismates constatent qu’il a pu réaliser une frappe monétaire assez abondante (voir ci-contre), voir également. La notice du R.I.C qui lui est consacrée donne pas moins de 87 types différents d’émissions monétaires, auquel il faut encore rapporter le faible nombre d’ateliers disponibles pour l’autorité centrale romaine : les monnaies de Quintillus n’ont été frappées qu’à Rome, Milan, Siscia ou Cyzique, soit les quatre ateliers « centraux » de l’Empire romain, il ne peut s’agir en effet d’émissions réparties sur une multitude d’ateliers, mais bien le travail des monétaires qui ne sont pas tombés sous la coupe de l’Empire des Gaules (Lugdunum, Trèves), ou de Palmyre (Antioche). Au regard du monnayage, il faudrait penser à un règne d’au moins deux mois, c’est d’ailleurs la durée donnée par le Chronographe de 354, 77 jours, qui paraît la plus satisfaisante.

### Son règne
Au bout de deux mois, la puissante armée de Pannonie proclame Aurélien à Sirmium. Quintillus n’a pas les moyens de s’y opposer, et ses troupes se rallient à Aurélien. C’est en effet le récit que donne Jean Zonaras (XII, 26), qui précise en outre que le bruit courait parmi les militaires que Claude avait désigné Aurélien comme son successeur. Moins explicite, Zosime restitue le récit de cette situation d’usurpation après quelque temps de règne de Quintillus : « Après que Quintillus, qui était le frère de Claude, eut été proclamé Empereur et n’eut vécu que quelques mois sans rien faire qui soit digne de mémoire, Aurélien est élevé au trône impérial […] »
Quintillus meurt soit par suicide en se faisant ouvrir les veines, soit assassiné par ses soldats. Selon certaines sources, il est tué par ses propres soldats,, à Aquilée, alors qu’il souhaite réinstaurer une forte discipline parmi ses troupes, précise le rédacteur de l’Histoire Auguste, « ce qui laissait présager qu’il serait un vrai Prince », qui compare cet assassinat à celui de Galba et de Pertinax. Il fournit néanmoins une autre version de la fin du frère de Claude, qu’il attribue à Dexippe: il se serait suicidé, avec l’aide de son médecin qui lui aurait ouvert les veines, après que ses soldats l’ont abandonné, à la nouvelle de l’avènement d’Aurélien, ses amis lui ayant conseillé de se retirer et de « céder volontairement le pouvoir à un concurrent beaucoup plus fort[…] »

## Noms successifs
- Naît Marcus Aurelius Claudius Quintillus
- 270, accède à l'Empire : Imperator Caesar Marcus Aurelius Claudius Quintillus Pius Felix Invictus Augustus

### Auteurs antiques
- Dexippe, Chronique.
- Eutrope, Abrégé d'Histoire Romaine.
- Aurelius Victor, Livre des Césars.
- Épitomé de Caesaribus.
- Histoire Auguste, traduction et commentaires d’André Chastagnol, éditions Robert Laffont, collection « Bouquins », 1994,  (ISBN 2-221-05734-1).
- Orose, Histoire contre les païens.
- Saint Jérôme, Chronique.
- Zosime, Histoire nouvelle.
- Jean Zonaras, Epitome Historion.

### Auteurs modernes
- PIR², A 1480
- (de) D. Kienast, Romische Kaiserstabelle. Grundzüge einer römischen Kaiserchronologie, Darmstadt, 1996.
- (en) M. Peachin, Roman Imperial Titulature and chronology, A.D. 235-284, Amsterdam, 1990.
- Jean-Pierre Callu, L’interrègne de Séverine, Orbis Romanus Christianusque. Travaux sur l’Antiquité tardive rassemblés autour des recherches de Noël Duval, Paris, 1995.
- Notices d'autorité :   - VIAF
  - GND